# جورج خياط
جورج خياط (1862-1932) سياسي مصري وفدي، حُكم عليه بالإعدام عام 1922 لدعوته لمقاطعة البضائع والبنوك البريطانية، ثم خفف الحكم إلى الغرامة المالية.
إنضم للوفد في ديسمبر عام 1928م. التقى بسعد زغلول، وكان من دعاة دعم مساعي الوفد لاستقلال البلاد. اشترك في المؤتمر القبطي الذي عقد في مارس عام 1911 بأسيوط، وكان من العناصر المعتدلة ومن دعاة مقاطعة البضائع الإنجليزية وتدعيم بنك مصر. ونادى بسحب المدخرات المصرية في البنوك الإنجليزية فحكم عليه بالإعدام في 14 أغسطس عام 1922م مع «حمد الباسل» وعلي الجزار ومراد الشريعي ومرقص حنا وواصف غالي وويصا واصف. خففت العقوبة إلى السجن مع غرامة مالية قدرها خمسة آلاف جنيه على كل منهم. وأفرج عنهم في يونيو عام 1923. وحضر اجتماع «الوفد المصري» الذي عقد في يناير عام 1924م برئاسة زعيم الأمة «سعد زغلول».